# Hovil
Hovil är en ort i Azerbajdzjan.   Den ligger i distriktet Lerik Rayonu, i den södra delen av landet, 220 km sydväst om huvudstaden Baku. Hovil ligger 675 meter över havet och antalet invånare är 260.
Terrängen runt Hovil är huvudsakligen kuperad, men åt nordväst är den bergig. Närmaste större samhälle är Germatyuk, 20,0 km öster om Hovil. 
Omgivningarna runt Hovil är en mosaik av jordbruksmark och naturlig växtlighet. Runt Hovil är det ganska tätbefolkat, med 67 invånare per kvadratkilometer.